# Metadados
Metadados, ou Metainformação, são dados sobre outros dados. Um item de um metadado pode dizer do que se trata aquele dado, geralmente uma informação inteligível por um computador. Os metadados facilitam o entendimento dos relacionamentos e a utilidade das informações dos dados. Metadados são indispensáveis para a comunicação entre computadores, mas podem ser inteligíveis também por humanos. Todos os dados descritivos de um documento, físico ou digital, sobre autor, data de criação, local de criação, conteúdo, forma, dimensões e outras informações são metadados. Sejam as informações disponíveis sobre um livro no catálogo de uma biblioteca., sejam os dados técnicos extraídos de uma fotografia digital (câmera usada, data de criação da fotografia, formato, tamanho do arquivo, esquema de cor etc.). Metadados são informações estruturadas que auxiliam na descrição, identificação, gerenciamento, localização, compreensão e preservação de documentos digitais, além de facilitar a interoperabilidade de repositórios 

## Aplicações
Web semântica, é uma web "inteligente", capaz de conceder um significado a um arquivo que será disponibilizado para outros utilizadores, podendo ser usado como fonte de pesquisa.
A importância dos metadados para a websemântica está basicamente ligada à facilidade de recuperação dos dados, uma vez que estes terão um significado e um valor bem definidos. Nesse sentido, todos os documentos publicados na web devem ser catalogados. A ficha catalográfica de uma obra (os metadados que serão acrescentados a ela) é um registro eletrônico que contém descrições desta e que permitem que se saiba do que se trata sem ter que se ler ou ouvir todo o seu conteúdo. O registro seria uma representação da obra.
Os metadados são marcos ou pontos de referência que permitem circunscrever a informação sob todas as formas, pode se dizer resumos de informações sobre a forma ou conteúdo de uma fonte. Os metadados descritos por Dublin Core podem ser definidos como conjunto de elementos de metadados planejados para facilitar a descrição de recursos eletrônicos. Eles são desenvolvidos a partir e em função de dados, por isto que é designado como “dados sobre dados” ou “informação sobre a informação”. A ferramenta de Dublin Core é uma das que oferecem ampla oportunidade de uso para descrição de vários tipos de recursos envolvendo os mais variados formatos de documentos. As Instituições envolvidas na organização da informação em ambiente web, como a construção de bibliotecas digitais, base de dados, portais e sites, entre outros serviços, estão a deparar-se com a necessidade de implementar padrões de descrição de seus recursos eletrônicos.

## História
Em 1995, um grupo (Library of Congress, universidades, empresas de TIC, organizações não governamentais, etc.) liderado pela OCLC reuniu-se na cidade de Dublin, no estado americano de Ohio, para propor uma padronização para estas informações sobre informações dos arquivos digitais. Depois de mais algumas reuniões, o grupo chegou a um conjunto mínimo de elementos para a identificação dos objetos digitais.
O conjunto ficou conhecido como Dublin Core (DC) e é mantido pela Core Metadata Initiative. Em 2003, o DC tornou-se o padrão ISO 15836, tendo sido antes o ANSI Z39.85
O DC não especifica onde devem ficar os metadados, existem duas alternativas: Junto ao objeto digital, como por exemplo, no cabeçalho ou em bancos de dados (esta é a solução usada nos projetos de teses e dissertações online e em muitas outras bibliotecas digitais).
O DC não é o único conjunto de metadados, existem outros, como os:
- Da Library of Congress
- Do IMS Project (Instructional Management System Project)
- LOM (Learning Object Metadata do IEEE LTSC)
- PREMIS (PREservation Metadata: Implementation Strategies)
- ETD-ms (ETD-ms: an Interoperability Metadata Standard for Electronic Theses and Dissertations)
- MTD-BR (Padrão Brasileiro de Metadados para Teses e Dissertações)

## Exemplos
- Nome, Artista e Álbum acerca de uma música
- Horário e posição geográfica de uma foto

Existem vários tipos de metadados e todos são importantes para o planejamento e gestão da preservação digital:
| Metadados                             | Funcionalidade                                                                                 | Exemplos                                                               | Padrões internacionais    |
| ------------------------------------- | ---------------------------------------------------------------------------------------------- | ---------------------------------------------------------------------- | ------------------------- |
| Descritivos                           | Encontrar recurso/objeto/documento em uma pesquisa ou para entender o recuso/objeto/documentos | Título, autor, assunto, tipo, data de publicação...                    | Dublin Core, MARC 21, RDF |
| Administrativos (técnicos)            | Decodificar e renderizar arquivos                                                              | Formato, tamanho do arquivo, data de criação, esquema de compressão... | METS                      |
| Administrativos (preservação digital) | Gerenciamento a longo prazo de arquivos digitais                                               | Checksum, auditorias, contexto de criação...                           | PREMIS                    |
| Administrativos (direitos)            | Gerenciar propriedade intelectual                                                              | Licenças, detentores de direitos, copyright                            |                           |
| Estruturais                           | Relacionar entre si as partes de um recurso/objeto/documento digital, navegação                | Sequência, ordem na hierarquia                                         |                           |
| Linguagens de marcação                | Integrar metadados e características em diferentes contextos, navegação e interoperabilidade   | Parágrafos, cabeçalhos, listas, nomes, referências, data...            |                           |